# Los creadores
Los Creadores es una serie de televisión infantil, creada por Pablo Aristizabal, profesor y conferencista internacional, director ejecutivo de la compañía de medios pedagógicos Competir Edtech. La serie Los creadores fue realizada por A365 Studios y producida por Pol-ka Producciones. Dirigida por Gustavo Cova (secciones de animación) y Víctor Stella (vivo).
Es la primera serie animada argentina que combina 3D e imagen real, permitiendo a los televidentes interactuar en simultáneo entre la televisión y la web. Los personajes animados surgen del transmedia de aprendizaje Aula365, Creápolis y Kids News de la empresa argentina Competir Edtech, que trabajan con contenidos educativos innovadores para niños desde el año 2007. La historia transcurre en dos mundos: el físico y el virtual, donde conviven diferentes personajes: actores reales y personajes animados en 3D. Se trata de una propuesta con un contenido audiovisual que se expande a través de las distintas plataformas tecnológicas de forma paralela y complementaria, con juegos narrativos, aplicaciones, experimentos, coreografías e interactuando con el mundo virtual de Creápolis, la ciudad de Los creadores.
La serie se estrenó en la pantalla argentina de Telefe el 28 de febrero de 2015. Inicialmente, la serie se emitía los sábados a las 11:30; a partir del 27 de junio de 2015, se agregó el día domingo y se modificó el horario de emisión de ambos días a las 10:00 (UTC -3).
Los Creadores fue emitida durante 2 años consecutivos (2015 y 2016) por Telefe, liderando durante todo el período el índice de audiencia de su franja horaria.
En el 2015, la Cámara de Diputados de la Nación Argentina distinguió a Los Creadores como Programa de Interés cultural y educativo. En 2016, gana como "Mejor programa infantil-juvenil" en los Premios Martín Fierro 2015. En el 2016 recibe en los Premios Tato entregados por la Cámara Argentina de Productoras Independientes de Televisión (CAPIT), como "Mejor programa infantil".
El 31 de octubre de 2015, comenzó a estrenar la 2ª temporada.
Desde el 2 de enero hasta el 31 de diciembre de 2016, los capítulos se estrenaron como cortos de 12 minutos los sábados con doble emisión, mientras que los completos se emiten únicamente los domingos en dicha cadena.
La serie comenzó a emitirse en el 2016 en Colombia, a través de la cadena pública de televisión Señal Colombia, continuando en 2017 su emisión los  sábados y domingos a las 9.
Desde mediados de 2016 las dos primeras temporadas de la serie también se encuentran disponible en Netflix, para toda América, en castellano, inglés y portugués.
En el 2017 fue nominado en los Premios Fund TV como "Mejor programa infantil".
El 26 de agosto de ese año, la serie se emitía por la pantalla de América TV los  sábados a las 09:00 y domingos a las 10:00 (UTC -3).

## Historia
La historia busca transmitir a los chicos un espíritu innovador, mediante la transmisión de valores como el trabajo en equipo, la autoconfianza, y el conocer la historia de grandes creadores. La serie está dirigida a toda la familia, pero con un mayor público nativo digital, quienes nacieron en una época donde la tecnología está al alcance de todos. Es por eso que la historia busca que los chicos puedan continuar su experiencia en las plataformas digitales, ya sea la App móvil del programa o desde la web en el juego Creápolis.
La fecha de estreno del programa fue el 28 de febrero del 2015 por la pantalla de Telefé, pasando a ser parte de la grilla de los sábados. El episodio final de la temporada debut fue estrenado el 23 de mayo de 2015. A partir del 30 de mayo, se empezó a repetir la primera temporada la cual finalizó el 20 de junio. El 26 de junio de 2015, se empezaron a transmitir dos episodios por fin de semana y se cambió el horario: sábados y domingos a las 10 de la mañana. En septiembre de 2015 se estrenó la segunda temporada, la cual fue emitida durante todo el 2016, combinando primera y segunda temporada entre sábado y domingo.
La serie cuenta con tres temporadas de 13 episodios cada una, siendo un total de 26 capítulos ya producidos. Los guiones son todos originales de A365 Studios y las escenas de piso fueron realizadas por Pol-Ka Producciones.
El proyecto de Los creadores fue pensado como proyecto global. Un avance en esto, fue la presentación del producto en el evento Asociación Nacional de Ejecutivos de Programas de Televisión (NATPE) 2015 realizado en Miami.
En agosto de 2015, Los creadores comenzaron a formar parte de Tecnópolis, la megamuestra de ciencia, tecnología, industria y arte más grande de Latinoamérica, localizada en la provincia de Buenos Aires. La serie contó con un espacio exclusivo llamado «Imaginergía» que duró desde agosto de 2015 hasta febrero de 2016.
Desde octubre del 2016 la serie comienza a emitirse en Colombia, a través Señal Colombia, los días miércoles, y desde enero de 2017 su emisión comienza a realizarse los días sábados y domingos a las 9.
Desde junio de 2016 las dos primeras temporadas de la serie Los Creadores también se encuentran disponibles en Netflix, para toda América, en castellano, inglés y portugués.

## Argumento
Los Creadores viven en Creápolis, una ciudad virtual, y son un grupo de amigos que con su imaginación resuelven los problemas que acontecen en su ciudad, de la forma más original e innovadora. El profesor Ricky Flex y su fiel amiga la abeja Cecé, siguen sus pasos y los alientan a crear y creer.
Nadie del mundo físico había podido ingresar hasta que dos brillantes científicos, el ambicioso Doctor Testa y su joven asistente, el profesor Ricky Flex, crearon la nubesfera, un portal hacia los mundos virtuales. Solo Ricky logró atravesarlo por llevar consigo la emoción de "crear", a diferencia del Dr. Testa quien pretendía "copiar".
Al ingresar Ricky al mundo virtual, automáticamente el supervisor de la escuela de Los creadores, llamado Rocka, fue expulsado y quedó atrapado en el laboratorio de Testa quien, a pesar de haber intentado ingresar por todos los medios, fue rechazado por el mundo virtual. Juntos, quieren descubrir el secreto de cómo atravesar la nubesfera, mientras intentan apoderarse de Creápolis. Pero Los creadores tienen algo que los hace invencibles: el poder de creer y crear.
Desde una usina, en el mundo físico, el profesor Testa y su ayudante Rocka intentarán evitar que Los creadores logren encontrar soluciones innovadoras. Testa odia a Ricky Flex, quien antes de vivir en Creápolis, habitaba el mundo físico y era su amigo. 
El objetivo de Testa es destruir los mundos virtuales, y lo hace desde su propio juego: Statusquopolis, desde donde tiene acceso a diferentes mundos virtuales utilizando una pinza con la que extrae innovaciones y las elimina de la historia. El juego Statusquopolis fue desarrollado y se encuentra disponible adentro del juego Creápolis, solo que los usuarios deben evitar justamente que el Dr. Testa robe las creaciones de la ciudad.
Mecka, es una avispa mecánica perteneciente a Testa y puede ingresar a Creápolis y así observar todo lo que Los creadores hacen, pero su fiel protectora Cecé nunca deja que Mecka se salga con la suya, y pueda robar las ideas que tienen los chicos.
Así es como Ricky, Cecé y Los creadores defienden e incentivan la creación y el creer; mientras que Testa, Rocka y Mecka, el repetir y copiar.

## Personajes

### Principales
- Profesor Ricky Flex: (voz original de Sebastián Rosas) Es, en el mundo virtual, un maestro de escuela carismático e inspirador, decidido a forjar el espíritu de Los Creadores para que asuman el desafío de colaborar e innovar cuando se trata de resolver los problemas que les entusiasman.

- Cecé: Es una abeja inteligente y amigable. Ella acompaña al Profesor Ricky y Los Creadores. Tiene la capacidad de pasar del mundo virtual al mundo físico, y siempre está tratando de ayudar a todos los que la rodean a desarrollar sus talentos, creatividad e inteligencia.

- Luciana: (voz original de Valentina Souza) De nacionalidad colombiana, es una chica muy especial; a veces es seria y responsable, pero también alegre y divertida. ¡Es muy sociable! Sus amigos la llaman "Lu", pero a ella no le gusta este apodo porque cree que es infantil. Le encantan las telenovelas y la poesía romántica. Vive con su madre y se siente más como una amiga o compañera que como una hija. A ella le gusta disfrazarse y es realmente seductora... especialmente cuando se trata de Santiago y Michael, quienes constantemente luchan por llamar su atención.

- Maiko (舞妓): (voz original de Jimena Flores Arellano) De nacionalidad china, ¡ella es un verdadero misterio! Tranquila y siempre perdida en sus pensamientos, ella es la más espiritual de todos los Creadores. Ella siempre está pintando, meditando o practicando Tai Chi. Como estudiante de intercambio, está lejos de sus padres y se ha unido al grupo muy recientemente, al igual que Michael. Ella es amable y servicial. Todos sus amigos se preocupan por ella, pero ella comparte un vínculo especial con Nati. ¿Un defecto? ¡Es muy supersticiosa!

- Natalia: (voz original de Nycolle González) De nacionalidad argentina al igual que Santiago, es conocida como "Nati" y la más ingenua de las chicas. A sus padres les encanta la ciudad y la tecnología, pero Nati prefiere la naturaleza y está un poco obsesionada con cuidar el medio ambiente. A veces, su pasión por la ecología va demasiado lejos: incluso puede alejar a alguien para evitar que pise una flor o moleste a una mariposa, y una vez bloqueó los grifos de agua en la escuela para evitar que se desperdicie el agua. Está tan preocupada por salvar el planeta que no se ha dado cuenta de que le gusta a Matías, pero él es demasiado tímido para decírselo. ¡Los otros estudiantes dicen que es una excelente compañera de clase!

- Frida: (voz original de Verania Ortiz y posteriormente  Itzel Mendoza) De nacionalidad mexicana, es una versión femenina de Michael; igualmente atlético, pero mucho más equilibrado. Su pasión por la gimnasia se complementa con su dedicada atención a la salud, no solo a la de ella, sino también a la salud de todos los que la rodean. Una buena alimentación y una buena condición física son sus máximas prioridades, además de meterse con Matías y Nacho por considerarlos nerds. Frida es también la hija perfecta de una madre y un padre muy entusiastas del deporte y la vida sana, y por eso saber si Frida es realmente así o si solo sigue el modelo familiar es un verdadero misterio.

- Ignacio: (voz original de Emilio Treviño) De nacionalidad española y más cariñosamente, "Nacho" es un auténtico entusiasta de la tecnología. Constantemente manipula dispositivos y navega por la web. Es torpe y un poco descuidado. Sus compañeros se burlan de él porque su madre lo mima mucho. Tiene un aspecto muy particular y suele venir a clase con un dispositivo tecnológico asombroso. Nacho es un poco tímido, pero es un buen compañero de clase y siempre está dispuesto a ayudar a sus amigos.

- Matías: (Voz original de Roberto Villavicencio) De nacionalidad brasileña y conocido como "Mati" para sus amigos, es uno de los Creadores más infantiles del grupo. Tímido e infantil, vive en su propio mundo, con sus cómics, sus juegos, sus historias y sus series de ciencia ficción. Pero también es uno de los creadores más inteligentes y tiene un talento único para las matemáticas, lo que lo entusiasma más que cualquier otra materia. Los padres de Matías se han separado recientemente, y él se ha volcado más en sus propias cosas, ¡pero esto también ha hecho que impresionar a sus padres sea su máxima prioridad! Con sus compañeros de escuela, Mati es tímido y distraído, pero realmente los ama, especialmente a Natalia e incluso a Frida, ¡que tiende a burlarse de él!

- Michael: (voz original de Ricardo Mendoza Jr.) De nacionalidad estadounidense, es el niño deportista de la escuela... ¡un atleta muy talentoso! Su confianza en sí mismo a veces lo hace parecer un poco arrogante. Pero quizás así es como afronta su otra realidad: es el "chico nuevo". Recientemente se mudó a Creápolis para unirse a su papá en una aventura empresarial. ¡A Michael le encanta viajar y explorar! Aunque parezca conquistar el mundo y normalmente compite con Santiago, es querido por todos... ¡especialmente por Luciana!

- Santiago: (voz original de Humberto Vélez Jr.) De nacionalidad argentina al igual que Natalia y también como "Santi" es el líder del grupo. Rebelde y carismático, no es uno sin defectos: tiene problemas para seguir a los demás, a veces incluso al Profesor Ricky, y puede ser bastante arrogante y desafiante. Le encanta la historia, sobre todo cuando se trata de grandes hazañas y brillantes estrategias: desde Julio César hasta San Martín. Aunque es amigo de todos, a menudo pelea con Michael, porque a ambos les gusta la misma chica: Luciana. Cuando el grupo lo necesita, se convierte en su mejor líder y sin embargo, nadie debería atreverse a llamarlo "gallina", ¡porque se enojará mucho!

### Recurrentes
- Papá de Santiago: (voz original de Enrique Cervantes): El padre de Santiago es un personaje recurrente de la serie. Él, junto a su hijo trabajan en el Restaurante "Gira Pizza" donde lo invitan a almorzar con Ricky y Los Creadores por cualquier logro innovador.

- Mamá de Natalia: (voz de Claudia Garzón) La madre de Natalia es una personaje recurrente de la serie. Ella, junto a su hija trabajan en la Veterinaria "Patitas" donde la ayuda a las mascotas los cuidados necesarios. También lo cuida al pajarito Vinci, rescatado del observatorio por Ricky y Los Creadores, también lo cuida Natalia como su mascota.

### Antagonistas
- Dr. Testa: (Interpretado por Fabio Aste, voz de Alejandro Graue) Es un científico ambicioso que detesta todo lo que le rodea... ¡especialmente las creaciones! En el fondo, está convencido de que, si los hombres siguen creando, el mundo se encamina hacia su destrucción. Desde su laboratorio y envidioso de su excolega Ricky Flex, Testa espía el mundo virtual de Creápolis (en el que nunca ha podido entrar) para apoderarse de las creaciones ajenas. Con la ayuda de sus dos leales secuaces, Mecka la avispa y el Supervisor Rocka, su obediente asistente, el Dr. Testa planea apoderarse de ambos mundos algún día: el mundo virtual y el mundo físico, ¡para tener a Los Creadores y la humanidad a sus pies!

- Supervisor Rocka: (Interpretado por Héctor Segura, voz de Alejandro Graue) Es el asistente del Dr. Testa. Para él, es importante verse bien a los ojos de todos. ¡Siempre está tratando de impresionar a todos! Originalmente, en el mundo virtual, era un supervisor odioso en la escuela de Los Creadores. Pero en algún momento cruzó al mundo físico y, una vez allí, inmediatamente comenzó a trabajar para el Doctor, impulsado por su animosidad hacia Los Creadores. A pesar de todo, Rocka es sumamente inteligente; ¡Si tan solo creyera en sí mismo, podría lograr grandes cosas! De hecho, es él quien logra plasmar los malos deseos de su jefe y en ocasiones es capaz de capturar toda la información espiando ese mundo virtual que antes era suyo. Para empeorar las cosas, Rocka sigue preguntándose cómo y por qué llegó al mundo físico, y siempre está celoso de Mecka, ¡de quien trata de deshacerse todo el tiempo!

- Mecka: ¡Es una avispa mecánica creada por Testa para espiar todo lo que sucede en el mundo virtual! Este es un mundo en el que el Doctor no puede entrar, precisamente por su maldad. Ella misma, por otro lado, es capaz de cruzar la Nubesfera simplemente porque es un robot y no tiene emociones. Entonces, incapaz de sentir, Mecka existe solo para espiar a los demás e imitar lo que hacen.

## Reparto
| Personaje           | Actor de voz original       |
| ------------------- | --------------------------- |
| Profesor Ricky Flex | Sebastián Rosas             |
| Luciana "Lu"        | Valentina Souza             |
| Maiko               | Jimena Flores Arellano      |
| Natalia "Nati"      | Nycolle González            |
| Frida               | Verania Ortiz Itzel Mendoza |
| Ignacio "Nacho"     | Emilio Treviño              |
| Matías "Mati"       | Roberto Villavicencio       |
| Michael             | Ricardo Mendoza Jr.         |
| Santiago "Santi"    | Humberto Vélez Jr.          |
| Papá de Santiago    | Enrique Cervantes           |
| Mamá de Natalia     | Claudia Garzón              |

- Estudio de doblaje:  DNA México

| Personaje        | Actor         | Actor de doblaje |
| ---------------- | ------------- | ---------------- |
| Dr. Testa        | Fabio Aste    | Alejandro Graue  |
| Supervisor Rocka | Héctor Segura | Alejandro Graue  |

- Estudio de doblaje:  Liquid Estudios

## Lista de episodios
| Temporada | Temporada | Episodios | Episodios | Emisión original      | Emisión original    |
| Temporada | Temporada | Episodios | Episodios | Primera emisión       | Última emisión      |
| --------- | --------- | --------- | --------- | --------------------- | ------------------- |
|           | 1         | 13        | 13        | 28 de febrero de 2015 | 23 de mayo de 2015  |
|           | 2         | 13        | 13        | 31 de octubre de 2015 | 19 de junio de 2016 |

### Temporada 1 (2015)
| N.º en serie | N.º en temp. | Título                  | Fecha de emisión original |
| --- | ------------ | ----------------------- | ------------------------- |
| 1 | 1            | «#NubeMascotas»         | 28 de febrero de 2015     |
| 2 | 2            | «#NubeAstros»           | 7 de marzo de 2015        |
| Un evento sin precedentes en astronomía se llevará a cabo en Creápolis. Ricky Flex y los Creadores deben desarrollar una nueva forma de estudiar el universo antes que esto suceda. Testa y Rocka siguen perdidos en el espacio todavía.                   |              |                         |                           |
| 3 | 3            | «#NubeCohetes»          | 14 de marzo de 2015       |
| El profesor Ricky y los Creadores se unen para crear una cápsula que puedan lanzar al espacio. Mientras tanto, los malosos Testa y Rocka quieren copiar la respuesta y ser los primeros en lanzarlo.                                                       |              |                         |                           |
| 4 | 4            | «#NubeLuces»            | 21 de marzo de 2015       |
| 5 | 5            | «#NubeAtracción»        | 28 de marzo de 2015       |
| Los Creadores y el profesor Ricky investigan cómo generar ventilación sin electricidad. Testa y Rocka ponen a prueba sus inventos. |              |                         |                           |
| 6 | 6            | «#NubeReciclaje»        | 4 de abril de 2015        |
| El equipo enfrenta una misión vital: desechar los residuos de manera ecológica y organizada. Testa y Rocka en cambio acumulan basura e ideas antiguas. |              |                         |                           |
| 7 | 7            | «#NubeOrientación»      | 11 de abril de 2015       |
| Testa y Rocka no pueden encontrar su verdadero norte: ellos todavía se pierden al copiar soluciones. Pero los Creadores y el profesor Ricky usando sus súper poderes, se enfrentan al reto de obtener orientación en lugares desconocidos.                 |              |                         |                           |
| 8 | 8            | «#NubeEspionaje»        | 18 de abril de 2015       |
| Los Creadores tienen que ponerse creativos para resolver un problema de confidencialidad o se verán expuestos. Testa y Rocka quieren obtener la información a toda costa.                                                                                  |              |                         |                           |
| 9 | 9            | «#NubeRuidos»           | 25 de abril de 2015       |
| Ricky y la pandilla debe amplificar su banda sonora antes del concierto en Creápolis. Testa y Rocka siguen intentando destruir su habilidad para innovar.                                                                                                  |              |                         |                           |
| 10 | 10           | «#NubeComunicación»     | 2 de mayo de 2015         |
| 11 | 11           | «#NubeViajesEspaciales» | 9 de mayo de 2015         |
| Cuando las comunicaciones son difíciles, todo puede ir mal. Es por eso que los Creadores tienen que encontrar una manera de superar las barreras de la distancia. Pero deben tener cuidado con Testa y Rocka, que están constantemente amenazando.         |              |                         |                           |
| 12 | 12           | «#NubeLimpios»          | 16 de mayo de 2015        |
| 13 | 13           | «#NubeElectricidad»     | 23 de mayo de 2015        |
| Los Creadores tienen que crear una forma de generar electricidad y conseguir que la computadora del profesor Ricky funcione, ya que todo su archivo de investigación y creaciones se almacena allí, pero Testa y Rocka tratarán de interrumpir su trabajo. |              |                         |                           |

### Temporada 2 (2015-2016)
| N.º en serie | N.º en temp. | Título            | Fecha de emisión original |
| --- | ------------ | ----------------- | ------------------------- |
| 14 | 1            | «#NubeBombas»     | 31 de octubre de 2015     |
| Todo el equipo de un escenario está en peligro cuando este se inunda, Los Creadores tienen que encontrar una forma de secar toda las cosas.            |              |                   |                           |
| 15 | 2            | «#NubeDecisiones» | 7 de noviembre de 2015    |
| Es el aniversario de Creápolis, y Los Creadores se reúnen para decidir cuál es la mejor manera de celebrarlo.                                          |              |                   |                           |
| 16 | 3            | «#NubeTormentas»  | 14 de noviembre de 2015   |
| Los Creadores se preparan para salir al escenario con su banda, y buscan la manera de pronosticar el clima para el día del debut.                      |              |                   |                           |
| 17 | 4            | «#NubeÓptica»     | 21 de noviembre de 2015   |
| Los Creadores están en la búsqueda de una forma para expandir su visión, pero Testa y Rocka hacen todo lo posible para evitar que lo hagan.            |              |                   |                           |
| 18 | 5            | «#NubeCultivos»   | 28 de noviembre de 2015   |
| La mascota de Los Creadores come toda su comida, y deben buscar la manera de plantar un poco más y rápidamente.                                        |              |                   |                           |
| 19 | 6            | «#NubeCalor»      | 15 de mayo de 2016        |
| Vinci está necesitando una casa confortable, así que empiezan a trabajar en el proyecto. Testa y Rocka tratan de competir con un desastroso resultado. |              |                   |                           |
| 20 | 7            | «#NubeSensores»   | 12 de diciembre de 2015   |
| El agua del acuario empieza a recalentarse y pone en peligro a una tortuga, Los Creadores harán lo necesario para salvarla.                            |              |                   |                           |
| 21 | 8            | «#NubeFotos»      | 19 de diciembre de 2015   |
| Tras enfermarse Santiago y tener que quedarse encerrado en casa, Los Creadores deben buscar la manera de hacerle compañía.                             |              |                   |                           |
| 22 | 9            | «#NubeMicrobios»  | 26 de diciembre de 2015   |
| El agua del acuario empieza a contaminarse y sus habitantes están en peligro.                                                                          |              |                   |                           |
| 23 | 10           | «#NubeVolcanes»   | 1 de mayo de 2016         |
| El equipo de audio resulta siendo la fuente de un gas tóxico y Los Creadores se preocupan, pero intentan buscar una solución ecológica.                |              |                   |                           |
| 24 | 11           | «#NubeTrineos»    | 20 de marzo de 2016       |
| Nacho analiza un fragmento de meteorito y Los Creadores deben encontrar la mejor manera de llevarlo al laboratorio.                                    |              |                   |                           |
| 25 | 12           | «#NubePaz»        | 22 de mayo de 2016        |
| Los Creadores no pueden llevarse bien en todo momento, cuando comienzan las peleas entre ellos, todos corren peligro.                                  |              |                   |                           |
| 26 | 13           | «#NubeFrío»       | 19 de junio de 2016       |
| Ricky y Los Creadores deben buscar la manera de que no se arruine su comida, ya que no tiene un refrigerador donde guardarla.                          |              |                   |                           |

## Otros medios

### Música
El 13 de abril de 2015, salió a la venta el CD con las canciones originales del programa. El disco cuenta con 11 canciones del cual se desprenden los dos primeros sencillos: "Somos Creadores" y "Creer para Crear". Además, el CD incluye un beneficio de treinta días de Pase Premium gratis para Creápolis. Asimismo, cuenta con contenido extra que se puede ver en realidad aumentada, e incluye un póster desplegable del mundo físico y virtual.
Por lo pronto, fue lanzado tanto en formato físico (distribuido por Sony Music Entertainment en Argentina) como en digital: está disponible en las plataformas virtuales de Spotify e Itunes.
| Los Creadores |                                  |          |  |
| N.º           | Título                           | Duración |  |
| 1.            | «Físico y virtual (La historia)» | 1:07     |  |
| 2.            | «Eres el héroe»                  | 1:51     |  |
| 3.            | «Todo es posible»                | 1:19     |  |
| 4.            | «Somos creadores»                | 1:08     |  |
| 5.            | «Un mundo nuevo (Ricky Flex)»    | 1:34     |  |
| 6.            | «Dicen que soy malo (Dr. Testa)» | 2:19     |  |
| 7.            | «El jardín de la vida»           | 2:56     |  |
| 8.            | «Generemos acción»               | 2:02     |  |
| 9.            | «Amigos conectados»              | 2:41     |  |
| 10.           | «Puedo volar»                    | 3:03     |  |
| 11.           | «Creer para crear (CeCé)»        | 2:23     |  |
| 22:28         |                                  |          |  |

| Somos creadores |                   |          |  |
| N.º             | Título            | Duración |  |
| 1.              | «Somos creadores» | 1:08     |  |

| Creer para crear |                           |          |  |
| N.º              | Título                    | Duración |  |
| 1.               | «Creer para crear (CeCé)» | 2:23     |  |

### Libro
La editorial Planeta Junior, perteneciente al Grupo Planeta, lanzó el 1 de julio, el libro de Los Creadores. Está diagramado en 64 páginas, con un formato de 19,7 x 24 cm. En él, se plantean experimentos en cuanto a cuatro ejes principales: Física, Química, Ecología y Comunicaciones. Cada uno de los experimentos, protagonizados por los personajes de la serie, viene acompañado de un cómic en realidad aumentada.

### Imaginergía
El 21 de agosto del 2015, se estrenó en Tecnópolis el espacio exclusivo de Los Creadores: Imaginergía. El proyecto cuenta con el apoyo del Ministerio de Planificación Federal, Inversión Pública y Servicios, de la Nación. Este espacio está dirigido a chicos, padres y docentes para incentivar el uso e implementación de la energía limpia mediante dos experiencias vivenciales. La primera es la visita al laboratorio de los personajes de la serie el "Dr. Testa" y "Rocka", donde los chicos interactúan con efectos representativos de la energía y hologramas, a través de sensaciones 5D. En la segunda parte de Imaginergía, se colocan lentes Oculus Rift para utilizar el primer cine 5D inmersivo de Latinoamérica, con el cual el usuario se adentra en la ciudad de Creapolis, en el mundo virtual.

### Aprender en Casa
Debido a la urgencia educativa generada por la pandemia de coronavirus, la empresa Competir Edtech lanzó en marzo de 2020, la Plataforma educativa Aprender en Casa, cuya biblioteca consta de 30.000 contenidos para Primaria (de Aula365 y Los Creadores) y Secundaria (de Educatina). La empresa informó que la Plataforma sería de acceso libre y gratuito por todo el ciclo lectivo 2020.

## Premios y nominaciones
| Año  | Premio                                               | Categoría                                                  | Resultado  |
| ---- | ---------------------------------------------------- | ---------------------------------------------------------- | ---------- |
| 2015 | World Summit Award                                   | Mejor "Innovación digital con alto impacto en la sociedad" | Ganador    |
| 2015 | Honorable Cámara de Diputados de la Nación Argentina | Programa de interés cultural y educativo                   | Distinción |
| 2016 | Premios Martín Fierro                                | Mejor Serie Infantil/Juvenil                               | Ganador    |
| 2016 | Premios Expotoons                                    | Mejor serie de los 10 años del Festival                    | Ganador    |
| 2016 | Premios Tato                                         | Mejor Programa Infantil                                    | Ganador    |
| 2017 | Premios Fund TV                                      | Mejor Programa Infantil                                    | Nominado   |
| 2017 | Produ Awards                                         | Mejor Programa Infantil con Mejor Uso Transmedia           | Ganador    |
| 2018 | Premios Fund TV                                      | Mejor Programa Infantil                                    | Ganador    |